# Dictenophiura squamosa
Dictenophiura squamosa är en ormstjärneart som beskrevs av Baker 1979. Dictenophiura squamosa ingår i släktet Dictenophiura och familjen fransormstjärnor. Inga underarter finns listade i Catalogue of Life.